# Валевский, Александр Николаевич
Александр Николаевич Валевский (1896, Симбирск — 18 января 1938, Ульяновск, Куйбышевская область) — русский офицер, участник Первой мировой войны, Белого движения и Гражданской войны в России. По решению Особой тройки УНКВД по Куйбышевской области осуждён и расстрелян. Реабилитирован в 1956 году.

## Биография

### Ранние годы
Александр Валевский родился в 1896 году в городе Симбирске в семье Николая Ивановича Валевского-военного из знаменитого польского рода, дворянина Варшавской губернии Яна Юзефа (Ивана Николаевича) Валевского (1833-1902).

### Служба в армии
В 1915 году окончил Симбирский кадетский корпус и Александровское военное училище (4-х месячный ускоренный курс).
В 1915 году, после 4-х месячных курсов в Александровском военном училище, произведён в прапорщики с зачислением по армейской пехоте. Из юнкеров.
Участвовал в Первой мировой войне в составе Юго-Западного фронта сначала прапорщиком, потом - подпоручиком 335-го пехотного Анапского полка. В составе полка участвовал в боевых действиях в Виленской губернии, Галиции, Румынии.
21 августа 1916 года в местечке при деревне Кабаровке на территории Австро-Венгрии Валевский получил сквозное ранение шеи. Эвакуирован в 92-й сводный эвакогоспиталь г. Симбирска. После лечения в госпитале и отпуска по ранению в Симбирске вновь вернулся на поля сражений.
В январе 1918 года Валевский оказался в Симбирске, где уже была установлена советская власть. 22 июля войска Народной армии Комуча под командованием О.В. Каппеля заняли город. Валевский добровольно вступил в 1-й Симбирский инструкторский офицерский батальон полковника Каппеля. 12 сентября вместе с войсками Каппеля Александр и его брат Георгий ушли из Симбирска.
В 1919 году Волжский корпус генерала Каппеля стал частью армии Колчака. В декабре 1919 года, когда 13-я Сибирская колчаковская дивизия с боем отступала от Новосибирска, при попытке наладить нарушенную связь с казачьей сотней штабс-капитан Валевский вместе со своим отделением был взят в плен сторожевой заставой «красных». В течение шести месяцев Валевский находился в томском лагере военнопленных. После освобождения он был мобилизован в ряды Рабоче-крестьянской Красной армии.
17 марта 1921 года командир роты 235-го Невельского полка Александр Валевский участвовал в подавлении Кронштадского мятежа. В своем последнем сражении он получил огнестрельное ранение предплечья, был найден замерзающим на кронштадтском льду и 8 месяцев провёл в кронштадтском госпитале. Левая рука была ампутирована, в заключении медицинской комиссии при освидетельствовании состояния здоровья значилось: «Носить оружие не может, следовать без сопровождения по железной дороге не может». Приказом РВСР № 65 1922 года за героизм, проявленный в боях при взятии мятежного города Кронштадта, Валевский был награждён орденом Красного Знамени.
Заочно окончил педагогический институт в Казани, работал в Ульяновске и Кремёнках учителем русского языка и литературы.

## Арест, суд и расстрел
Арестован 17 декабря 1937 года. Был одним из 100 осуждённых и расстрелянных по решению заседания Особой тройки УНКВД по Куйбышевской области. На допросе признал себя виновным в соучастии совместно с остальными арестованными в контрреволюционной организации с целью свержения Советской власти. Обвинён в преступлениях, предусмотренных ст.58-2, 58-6 ч. 1, 58-7, 58-9 и 58-11 УК РСФСР.

### Реабилитация
Реабилитирован 8 мая 1956 года.

## Чины
Нижний чин с 01.05.1915
Прапорщик с 01.09.1915
Подпоручик
Штабс-капитан.

## Награды
- Орден Св. Анны IV степени
- орден Красного Знамени (1922)[9][10];

## Семья
- Отец Валевский Николай Иванович (1868-1912) (служил 234-й Сызранский резервный батальон, с 1910 года 195-й пехотный Оровайский полк
- Мать Мария Елпидифоровна
- Брат Валевский Георгий Николаевич (1898-1948) (служил 335-й пехотный Анапский полк)
- Брат Валевский Петр Николаевич (1902-1938) учился в Симбирском кадетском корпусе до 1918 года. Был расстрелян в январе 1938 года в Ульяновске.
- Cестра Нина Николаевна (1908-1984)

## Память

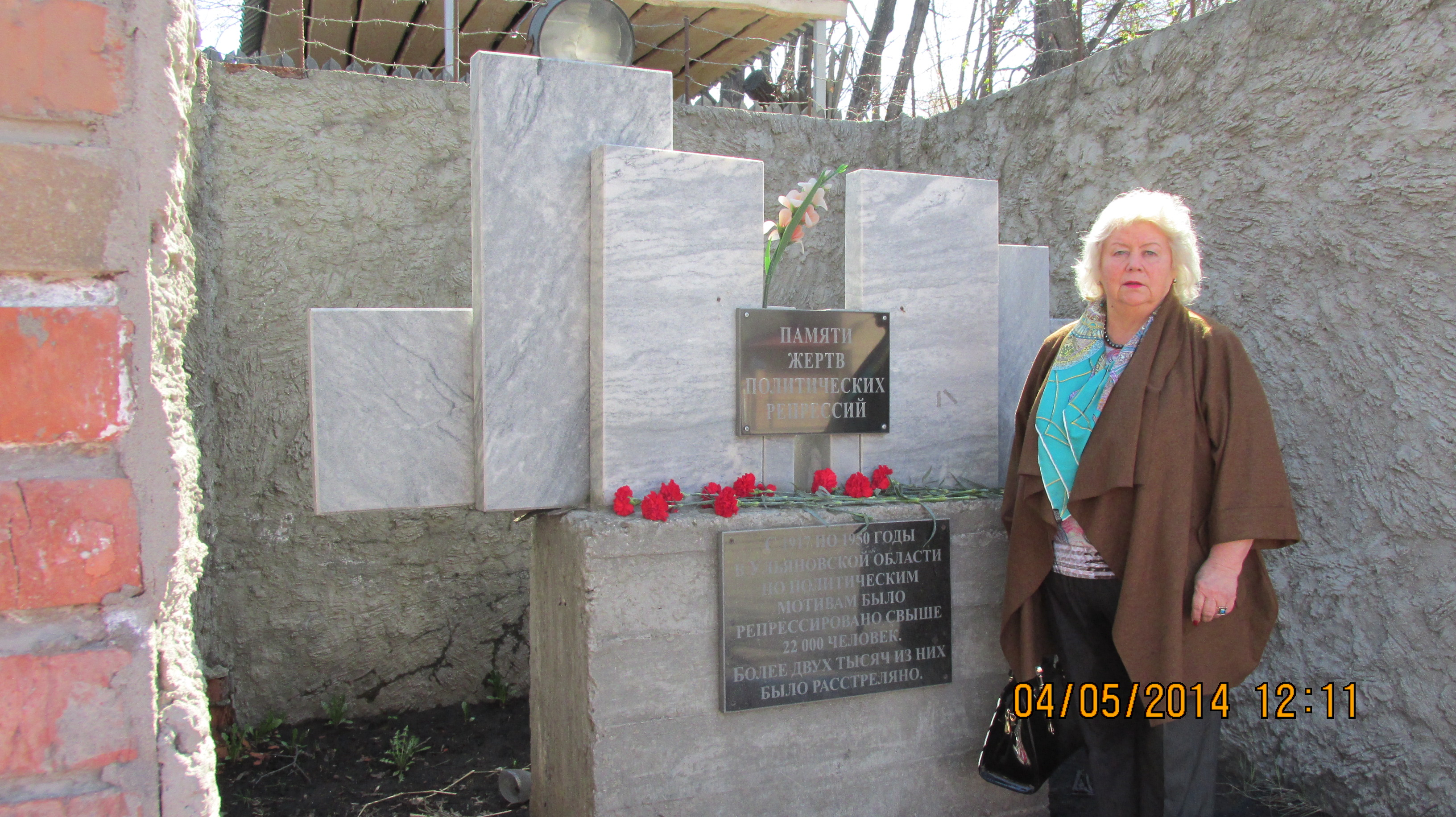
Памятник жертвам политических репрессий в Ульяновске

- Занесён в Книгу Памяти Ульяновской области[11].